# Saison 1967-1968 des Bulls de Chicago
La saison 1967-1968 des Bulls de Chicago est la 2e saison du club de basket-ball de la franchise américaine de la National Basketball Association (généralement désignée par le sigle NBA).

## Draft
| Tour | Choix | Joueur       | Poste       | Nationalité | Provenance                  |
| ---- | ----- | ------------ | ----------- | ----------- | --------------------------- |
| 1    | 3     | Clem Haskins | Arrière     | États-Unis  | Western Kentucky University |
| 2    | 15    | Byron Beck   | Ailier fort | États-Unis  | Denver                      |
| 4    | 34    | Jim Burns    | Meneur      | États-Unis  | Wildcats de Northwestern    |

## Classement de la saison régulière
| Division Ouest            | V  | D  | PCT  | GB |
| ------------------------- | -- | -- | ---- | -- |
| Hawks de Saint-Louis      | 56 | 26 | 68.3 | -  |
| Lakers de Los Angeles     | 52 | 30 | 63.4 | 4  |
| Warriors de San Francisco | 43 | 39 | 52.4 | 13 |
| Bulls de Chicago          | 29 | 53 | 35.4 | 27 |
| SuperSonics de Seattle    | 23 | 59 | 28.0 | 33 |
| Rockets de San Diego      | 15 | 67 | 18.3 | 41 |

## Effectif
| Effectif des Bulls de Chicago 1967-1968 |
| --- |
| 4 Jerry Sloan • 5 Flynn Robinson • 6 Jim Burns • 7 Jim Washington • 8 Dave Schellhase • 9 Ken Wilburn • 11 Clem Haskins • 14 Jim Barnes • 15 Keith Erickson • 16 Barry Clemens • 17 Craig Spitzer • 18 McCoy McLemore • 19 Bob BoozerEntraîneur : Johnny Kerr |

## Playoffs

### Demi-finale de Division
(2) Lakers de Los Angeles vs. (4) Bulls de Chicago : Chicago s'incline sur la série 1-4
- Game 1 @ Los Angeles : Los Angeles 109, Chicago 101
- Game 2 @ Los Angeles : Los Angeles 113, Chicago 106
- Game 3 @ Chicago : Chicago 104, Los Angeles 98
- Game 4 @ Chicago : Los Angeles 93, Chicago 87
- Game 5 @ Los Angeles : Los Angeles 122, Chicago 99

## Statistiques

### Saison régulière
| Joueur          | Matchs | Min./m. | % Tir | % LF | Rbds/m. | Pass/m. | Pts/m. |
| --------------- | ------ | ------- | ----- | ---- | ------- | ------- | ------ |
| Jim Barnes      | 37     | 19.2    | .455  | .718 | 5.5     | 0.8     | 8.5    |
| Bob Boozer      | 77     | 38.8    | .492  | .768 | 9.8     | 1.6     | 21.5   |
| Jim Burns       | 3      | 3.7     | .286  |      | 0.7     | 0.3     | 1.3    |
| Barry Clemens   | 78     | 20.9    | .449  | .724 | 4.8     | 1.3     | 9.3    |
| Keith Erickson  | 78     | 28.9    | .401  | .755 | 5.4     | 3.4     | 12.2   |
| Reggie Harding  | 14     | 21.8    | .338  | .515 | 6.7     | 1.3     | 4.6    |
| Clem Haskins    | 76     | 19.4    | .420  | .658 | 3.0     | 2.2     | 8.9    |
| McCoy McLemore  | 76     | 27.6    | .398  | .779 | 5.7     | 1.7     | 12.7   |
| Erwin Mueller   | 35     | 23.3    | .387  | .561 | 4.8     | 2.2     | 6.5    |
| Flynn Robinson  | 73     | 27.8    | .441  | .828 | 3.7     | 2.9     | 16.0   |
| Guy Rodgers     | 4      | 32.3    | .296  | .818 | 3.5     | 7.0     | 10.3   |
| Dave Schellhase | 42     | 7.2     | .341  | .526 | 1.1     | 0.9     | 2.7    |
| Jerry Sloan     | 77     | 31.9    | .385  | .749 | 7.7     | 3.0     | 13.3   |
| Craig Spitzer   | 10     | 4.4     | .381  | .667 | 2.4     | 0.0     | 1.8    |
| Jim Washington  | 82     | 30.8    | .457  | .682 | 10.1    | 1.4     | 12.5   |
| Ken Wilburn     | 3      | 8.7     | .556  | .250 | 3.3     | 0.7     | 3.7    |

### Playoffs
| Joueur          | Matchs | Min./m. | % Tir | % LF  | Rbds/m. | Pass/m. | Pts/m. |
| --------------- | ------ | ------- | ----- | ----- | ------- | ------- | ------ |
| Jim Barnes      | 5      | 11.4    | .250  |       | 4.2     | 0.2     | 1.2    |
| Bob Boozer      | 5      | 38.0    | .452  | .737  | 8.8     | 2.4     | 18.8   |
| Barry Clemens   | 4      | 11.3    | .500  | 1.000 | 0.5     | 1.3     | 5.0    |
| Keith Erickson  | 5      | 36.6    | .385  | .882  | 8.2     | 2.2     | 13.0   |
| Clem Haskins    | 5      | 10.6    | .393  | .667  | 1.8     | 1.4     | 5.2    |
| McCoy McLemore  | 5      | 28.4    | .388  | .762  | 4.8     | 1.0     | 10.8   |
| Flynn Robinson  | 5      | 36.0    | .429  | .708  | 2.0     | 2.6     | 20.2   |
| Dave Schellhase | 1      | 5.0     | .333  |       | 0.0     | 0.0     | 2.0    |
| Jerry Sloan     | 5      | 27.4    | .324  | .760  | 6.4     | 2.4     | 8.6    |
| Craig Spitzer   | 1      | 3.0     | .000  |       | 3.0     | 1.0     | 0.0    |
| Jim Washington  | 5      | 41.0    | .447  | .667  | 15.0    | 2.0     | 17.2   |

## Récompenses
Bob Boozer, NBA All-Star Game